# Владимир Тебякин
Владимир Александрович Тебякин (на руски: Владимир Александрович Тебякин) е руски офицер, генерал-майор. Участник в Руско-турската война (1877 – 1878).

## Биография
Владимир Тебякин е роден през 1825 г. в Русия в семейството на потомствен дворянин. Ориентира се към военното поприще. Завършва Дворянския полк (1844). Служи като унтер-офицер в Таврическия гренадирски полк. Повишен е във военно звание полковник (1864). Назначен е за командир на 64-ти пехотен Казански пехотен полк (1872).
Участва в Руско-турската война (1877 – 1878). Проявява се с полка при овладяването на Ловеч на 22 август 1877 г. Повишен е от 13 август 1877 г. във военно звание генерал-майор с назначение за командир на 1-ва бригада от 16-а пехотна дивизия. До пристигането на новия командир полковник Лео, продължава до 26 август да бъде командир на 64-ти Казански пехотен полк.
На 30 август 1877 г. участва с бригадата в третата атака на Плевен, като атакува и превзема турските редути Кованлък (Абдул бей табия) и Исса ага (Реджи бей табия). При последвалите няколко контраатаки и след гибелта на генерал-майор Владимир Доброволски, поема командването и на 3-та стрелкова бригада. На 31 август преди отразяването на четвъртата контраатака, от посока на редута Юнуз бей табия при село Къшин, противников снаряд попада в заряден сандък. При последвалия взрив са убити 6 войници, 8 артилерийски коня и са контузени са капитан Алексей Куропаткин и полковник Виктор Курсел. Генерал-майор Владимир Тебякин е тежко обгорен и е убит от повторен разрив на снаряд.

## Памет
Паметта на генерал-майор Владимир Александрович Тебякин и останалите офицери, загинали в третата атака на Плевен е почетена с общ паметник, издигнат върху вала на редута Исса ага в „Скобелев парк“ на град Плевен.
- Паметна плоча на редут „Исса ага“ край Плевен.
- Костница на руски войни в „Скобелев парк“ край Плевен.
- Паметна плоча на костница на руски войни в „Скобелев парк“ край Плевен.
- Паметник на офицерите от 61-ви Владимирски и 62-ри Суздалски пехотни полкове в „Скобелев парк“ край Плевен.